# ケーニヒスホーフェン
ケーニヒスホーフェン (TSV Bad Königshofen) は、ドイツ・バート・ケーニヒスホーフェン・イム・グラブフェルトのスポーツチームで、その卓球部はドイツ・ブンデスリーガに所属している。

## 男子卓球
| シーズン | メンバー         | メンバー                    | メンバー                 | メンバー           | メンバー        |
| -------- | ---------------- | --------------------------- | ------------------------ | ------------------ | --------------- |
| 2016-17  | キリアン・オート | 及川瑞基                    | 吉村和弘                 | フィリプ・ジェリコ | Richard Výborný |
| 2017-18  | キリアン・オート | 及川瑞基                    | ダルコ・ヨルジッチ       | フィリプ・ジェリコ |                 |
| 2018-19  | キリアン・オート | 及川瑞基                    | ベンス・マヨロス         | フィリプ・ジェリコ |                 |
| 2019-20  | キリアン・オート | 及川瑞基                    | バスティアン・シュテガー | フィリプ・ジェリコ |                 |
| 2020-21  | キリアン・オート | アブデル＝カデル・サリフ    | バスティアン・シュテガー | フィリプ・ジェリコ |                 |
| 2021-22  | キリアン・オート | Maxim Alexejewitsch Grebnew | バスティアン・シュテガー | フィリプ・ジェリコ |                 |
| 2022-23  | キリアン・オート | 宇田幸矢                    | バスティアン・シュテガー | フィリプ・ジェリコ | Martin Allegro  |
| 2023-24  | キリアン・オート | 上田仁                      | バスティアン・シュテガー | フィリプ・ジェリコ | Martin Allegro  |
| 2024-25  | キリアン・オート | 上田仁                      | バスティアン・シュテガー | フィリプ・ジェリコ | Martin Allegro  |

2015-2016シーズン、最初の6試合で4敗2引き分けと出足こそ出遅れたものの、その後は負け知らずで、シーズン最終節でライバル・TTC indeland Jülichを破り、ドイツ・ブンデスリーガ2部の王者となった。
ここで1部昇格の権利を放棄するも、2016-2017シーズンも2部優勝を果たし、今度はブンデスリーガ1部に昇格した。
シーズンの平均観客動員数は400人以上で、ボルシア・デュッセルドルフ、TTC RhönSprudel Fulda-Maberzellに次いでリーグ全体で3番目に多かった。
1部リーグトップリーグでの初勝利は、2017-2018シーズンの第5節、TTCツークブリュック・グレンザウ戦だった。5勝を挙げ、9位でシーズンを終えた。
観客平均数は723人は、これはバート・ケーニヒスホーフェンの人口の10％以上に達し、ボルシア・デュッセルドルフに次ぐ数字だった。
ダルコ・ヨルジッチは2017-2018シーズンを最後にクラブを去り、2019/2020シーズンからはバスティアン・シュテガーが所属している。
2016年からは、青森山田中学高等学校で卓球部監督を務めていた板垣孝司がヘッドコーチを務めている。
2019年には、及川瑞基がボルシア・デュッセルドルフのティモ・ボルを破ったことが話題になった。
2022年4月2日、宇田幸矢との契約が発表された。